# Seznam známých vládců českých kmenů
Toto je seznam všech známých knížat jednotlivých kmenů na území Čech v období raného středověku před přemyslovskou expanzí, jde tedy o všechny panovníky na území Čech do roku 995 (vyvraždění Slavníkovců). Jde o jména podložená historickými prameny či o postavy z pozdějších kronik, což je výslovně uvedeno. V některých případech nelze s jistotou určit, zda byl ten či onen panovník neomezeným vládcem či podléhal významnějšímu vladaři v sousedství.
U kmenů se předpokládá příslušnost ke stejnému národu, tedy Čechům, a mělo by se tedy jednat o vladaře místního charakteru, nikoliv o představitele národa nebo významného státu. České knížectví zaujímalo jistě centrální význam mezi kmeny.
Seznam respektuje tradiční přístup. Historicky nedoložená knížata jsou uvedena na stránce Seznam mytických panovníků Čech a Moravy.

## Čechové
viz Seznam představitelů českého státu

## Pšovanéresp.Milčané
- Slavibor - otec svaté Ludmily

## Zličané
- Radslav
- Slavník († 981)
- Soběslav († 1004)

## Bez určené kmenové příslušnosti
- Lech - sídlil na hradišti Canburg († 805)
- Vistrach - sídlil ve Vistrachově městě
- Slavitah - syn Vistracha, roku 857 vyhnán Franky a nahrazen svým bratrem (bez uvedení jména).[1]
- Svatoslav, Heriman, Spytimír, Mojslav, Vitislav - účastníci bitvy u Vltavy roku 872. Vitislav zmíněný v roce 895 je možná totožný s Vitislavem zmíněným v roce 872.[1]
- Prisnoslav - zmíněn k roku 898, existuje názor, že šlo o knížete z Čech.[1]

Fuldské anály několikrát zmiňují údaje o porážce několika anonymních českých knížat, dále se zachovala zpráva o křtu 14 českých knížat 13. ledna 845 v Řeznu. 